# Бос (відеоігри)

Бій з босом у Quake 4

Бос — тип персонажів у відеоіграх, що відрізняється особливою силою чи рідкістю. Зазвичай боси зустрічаються наприкінці ігрових рівнів і перемога над ними є остаточним випробуванням для переходу на наступний рівень чи успішного завершення гри.

## Риси босів

Битва з босом у грі The Witcher 2: Assassins of Kings

Бос, як правило, відрізняється великими розмірами і значною кількістю очок здоров'я. Традиційно бос з'являється в кінці рівня, рідше в його середині, випереджаючи більш складного і могутнього боса. Для деяких босів виділяється свій власний рівень.
Принципова відмінність боса від просто сильного противника в тому, що гравець, як правило, зобов'язаний перемогти боса, щоб перейти на наступний рівень, у той час як звичайного противника він може обійти і продовжити гру. Опціональні боси, яких він не зобов'язаний перемогти для просування по сюжету, існують, але зустрічаються рідко і з'явилися в більш пізніх іграх як спроба піти від звичних штампів. Поєдинки з босами є ключовими точками сюжету гри, після яких слідує черговий його етап. Майже будь-яку гру в жанрах Action, платформер, RPG, файтинг завершує сутичка героя з фінальним босом — головним лиходієм сюжету гри і найбільш сильним і живучим противником. Перемога над фінальним босом означає повне проходження гри.
Для перемоги над босом часто потрібне застосування особливої тактики (хитрості, особливих прийомів та інших нестандартних методів) або більш потужної зброї. Наприклад, деякі боси уразливі тільки в певному місці або в певні моменти, або строго від певного вражаючого фактора.

## Види босів
Журналісти вебзіна "Destructoid" відзначають, серед іншого, такі види босів, як:
- Бос з численними поплічниками, які відволікають героя;
- Гігантський сильний, але незграбний бос;
- «Темна сторона» гравця — бос, що володіє тими ж здібностями, що й герой гри;
- Бос-головоломка — його можна перемогти строго певною дією, яку потрібно вгадати, і не можна перемогти звичайним способом.
- Жартівливий «бос», який лише зображує серйозного супротивника.

Також існують «мінібосси» або «мідлбосси» (від англ. Middle — середній) — проміжні боси. Тобто це противник, який сильніший від звичайних монстрів, він обов'язковий до проходження і з ним потрібно битися десь у середині рівня.